# Heinrich Timmerevers
Heinrich Timmerevers (ur. 25 sierpnia 1952 w Nikolausdorfie) – niemiecki duchowny rzymskokatolicki, biskup Drezna-Miśni od 2016.

## Życiorys
Święcenia kapłańskie otrzymał 25 maja 1980 i został inkardynowany do diecezji Münster. Po święceniach został wikariuszem parafii św. Wita w Visbek. W 1984 został mianowany wicerektorem miejscowego seminarium duchownego oraz wikariuszem parafii katedralnej. Sześć lat później ponownie przybył do Visbek i został proboszczem parafii św. Wita.
6 lipca 2001 papież Jan Paweł II mianował go biskupem pomocniczym diecezji Münster, ze stolicą tytularną Tulana. Sakry biskupiej udzielił mu 2 września tegoż roku biskup Reinhard Lettmann. Dwa tygodnie później został wikariuszem biskupim dla regionu Oldenburg.
29 kwietnia 2016 papież Franciszek mianował go biskupem diecezji Drezna-Miśni. Ingres odbył się 27 sierpnia 2016.